# Ochropleura piemontecola
Ochropleura piemontecola är en fjärilsart som beskrevs av Leo Schwingenschuss 1954. Ochropleura piemontecola ingår i släktet Ochropleura och familjen nattflyn. Inga underarter finns listade i Catalogue of Life.